# Sismogramma

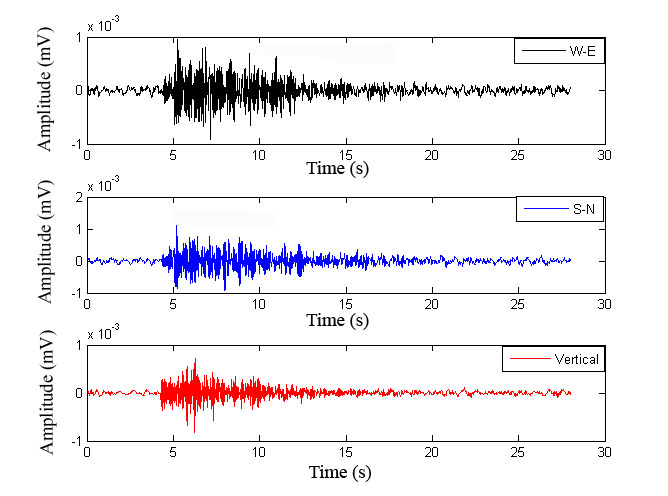
Sismogrammi rappresentanti la velocità del suolo lungo tre direzioni perpendicolari (Est-Ovest, Nord-Sud, Verticale al suolo), misurate da un singolo geofono.

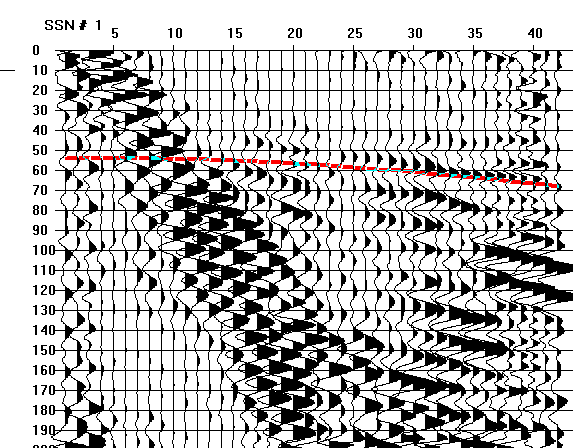
Linea simica ottenuta combinando la risposta di geofoni allineati.

Un sismogramma è un grafico risultante dalle registrazioni fatte da un sismografo, che può rappresentare lo spostamento, la velocità o l'accelerazione del suolo in funzione del tempo.
Un sismogramma riporta tipicamente i movimenti del suolo in funzione del tempo lungo i tre assi cartesiani (x, y e z), con l'asse z perpendicolare alla superficie terrestre, mentre gli assi x e y sono paralleli alla superficie e normalmente orientati nel senso nord-sud e est-ovest nell'ordine.
Oltre ai più ampi movimenti associati ai terremoti, i sismogrammi sono in grado di rilevare anche minime oscillazioni nelle vicinanze del sismografo come traffico intenso, forti onde marine, vento, oltre ad esplosioni naturali o artificiali.

## Sismogramma ed onde sismiche
Il sismogramma è definibile come la registrazione dell'arrivo di una qualunque onda sismica, prodotta da una sorgente naturale o artificiale, e registrata alla stazione sismica. Comunemente, comunque, si intende come sismogramma  l'intera registrazione sismica.
In un modello di terra omogeneo - isotropo, in assenza di rumore, gli unici arrivi (o fasi) che apparirebbero su un sismogramma sarebbero gli arrivi P ed S diretti. In un modello di terra reale, oltre al rumore sismico a bassa ampiezza, si osservano nuove fasi, dovute alla presenza di eterogeneità a grande e piccola scala nel mezzo.
Le eterogeneità a grande scala producono fenomeni di riflessione, rifrazione e conversione di onde sismiche, oltre alla formazione di onde superficiali.
L'interazione del campo d'onda con eterogeneità a piccola scala, specialmente in sismogrammi ad alta frequenza, produce fenomeni di scattering, portando alla formazione della cosiddetta coda delle onde di volume.